# ميشيل فيوشانج
ميشيل فيوشانج (بالفرنسية: Michel Vieuchange)‏ مزداد بنيفير بتاريخ 26 غشت من العام 1904 وتوفّي بأڭادير يوم 29 نونبر من سنة 1930. مستكشف فرنسي يعدّ أوّل أوروبّي يزور السمارة، المدينة الممنوعة حينئذ بغرب الصحراء الكبرى.
في العاشر من شتنبر 1930 تنكّر فيوشانج بثياب امرأة أمازيغيّة برفقة مرشدين لاستكشاف منطقة مجهولة من الشمال الإفريقي، حيث لم يكن يعلم لا مكان هذه المدينة ولا كان يتكلّم أية من لغتي السكّان أي الأمازيغيّة والعربيّة. بعد صعوبات جمّة وحوالي 1400 كيلومتر تمكّن من بلوغ مراده ثمّ عاد بعد ذلك للعالم المعروف حيث وصل مدينة تيزنيت في السادس عشر من نونبر. أصيب ميشيل خلال رحلته بمرض عضال استدعى نقله للمستشفى العسكري بمدينة أكادير، لكن لم ينفع معه علاج، ليتوفّى أيّاما بعد ذلك عن سنّ يناهز 26 سنة.

## رحلة ميشيل فيوشانج إلى السمارة
- وصل ميشيل فيوشانج إلى الصويرة، وإلتقى بالقائد حدو الذي قرر مساعدته، وتمت جميع الإجراءات لهذا السفر، وكان الحل الوحيد لتفادي إلقاء القبض على ميشيل هو التنكر في زي امرأة أمازيغية، والتحرك رفقة رجلين وامرأتين لإعطاء صورة أقرب إلى أن هذه المجموعة تشكل عائلتين، فتكلف أحمد المهبول المرافق له بباقي التفاصيل.
- في 11 شتنبر 1930، إنطلقت المجموعة الصغيرة المكونة من ميشيل فيوشانج والمهبول والشيباني وفاطمة أوتنان وعلي وبوس في إتجاه الجنوب، من وادي ماسة، وبعد يومين من المشي وصلت المجموعة إلى تيزنيت، ومن هناك إستأنفوا السفر نحو الأخصاص، التي كانت آنذاك إحدى مناطق نفوذ القائد المدني والمعروف بعدائه للفرنسيين. وبعد ثلاثة أيام من المشي وصل ميشيل فيوشانج ورفقاؤه إلى الأخصاص التي قضوا فيها ليلة كاملة، من أجل أخذ قسط من  الراحة ومواصلة السير في اليوم الموالي، واستطاع ميشيل فيوشانج وقافلته أن يعبروا هذه المنطقة دون أن يشعر بهم أحد. وبعد مرور أسبوع على سفر ميشيل فيوشانج عبر طريق جبلية، بمنحدراتها الصخرية، وشمسها الملتهبة، كان أثر العياء الشديد يبدو عليه، وقد أصيبت قدماه بتقرحات جد مؤلمة، ورغم ذلك فميشيل مازال عازما على إتمام السفر، فغادر تكانت متجها نحو فاصك.
- في 20 شتنبر 1930، دخل فيوشانج تكليت، متخفيا على الساعة التاسعة ليلا، وقد إستطاع الشيباني الذي كان شيخا لتكليت قبل 15 سنة أن يضمن الحماية لميشيل فيوشانج ورفقائه، ورافق الجميع إلى منزله الذي لا يزال متواجدا بتكليت، غير أن شخصاً من سكان تكليت قد تفطن إلى وجود ميشيل، من خلال رؤيته عبر ثقب صغير كان موجودا بالغرفة، فقام بإخبار أهل تكليت، مما جعل المهبول والشيباني يفكران في خطة جديدة ألا وهي نقل ميشيل فيوشانج إلى مكان آخر آمن، وكان ذلك في منتصف الليل مخافة أن يراه أحد، وأخيرا استقر بغرفة ضيقة بمنزل كبير الذي وصفه ميشيل فيوشانج بدقة متناهية في أحد مذكراته والذي قضى فيه حوالي 13 يوم في إنتظار عودة العربي أخ المهبول، حيث أرسله ميشيل إلى أكادير للالتقاء بأخيه جون وإحضار مبلغ من المال سيتم تسليمه إلى الشيخ علي أومولود، لكي يتصرف في تنظيم برنامج المرحلة الثانية من السفر، ثم انتظار إيجاد أشخاص مناسبين الذين سيختارهم علي أومولود شيخ تكليت لمرافقة ميشيل فيوشانج في إتمام سفره إلى السمارة، في هذه الأثناء كان ميشيل حبيس غرفة مظلمة ضيقة، وكان سقف الغرفة منحدر جدا بحيث لا يسمح حتى بالوقوف، مما أجبر ميشيل فيوشانج على التمدد طوال الوقت، ولا يخرج منها إلا للضرورة مخافة أن يراه أحدهم، وإكتفى بكتابة مذكراته في إنتظار تنظيم المرحلة الثانية من السفر. وبعد رجوع بوجمعة حاملا معه المال وإيجاد أشخاص مناسبين لمرافقة ميشيل في هذه الرحلة، أول شيء سيقومون به هو شراء جملين لتسهيل الرحلة وربح مزيد من الوقت، واستبدال زي ميشيل المتمثل بزي امرأة بلباس أهل الصحراء.
- في 4 أكتوبر 1930، غادر فيوشانج تكليت متجها صوب الجنوب، وأصبحت القافلة الجديدة تتكون من فيوشانج وأحمد المهبول والشيخين المرافقين. وبعد إجتيازهم لجبل واركزيز الذي وصفه ميشيل في مذكرته بدقة، صاروا يعانقون فضاء الصحراء الشاسع واللامحدود  لمدة يوم ونصف اليوم، وفي هذه الأثناء أصابت شوكة حادة  قدم إحدى مرافقي ميشيل فيوشانج، ليمتنع بعد ذلك عن إستئناف السير والإستمرار في هذا السفر، مما أدى إلى نشوب جدال بينهما أفضى في النهاية إلى الرجوع إلى تكليت، ورجع ميشيل فيوشانج مكرها مصابا بخيبة أمل كبيرة، ليجد ميشيل فيوشانج نفسه محاصرا من جديد داخل نفس الغرفة بمنزل أفقير لحسن، ليبعث رسالة أخرى إلى أخيه جون من أجل طلب المزيد من المال، وبعد مضي 13 يوم أخرى، تمكنوا من وضع خطة جديدة للسفر.
- في 25 أكتوبر 1930، غادر ميشيل فيوشانج ومجموعته تكليت متجهين نحو كلميم، وسالكين الإتجاه المعاكس، ليدبروا بعد ذلك إلى الجنوب، كانت هذه خطة شيخ تكليت من أجل تضليل عيون القائد المدني. وكلما توغلوا جنوبا ازدادت المخاطر على حياتهم، لأن القبائل الصحراوية آنذاك لا تعرف أراضيها الهدنة، وكذا خوفهم من قطاع الطرق، بالإضافة إلى الإحساس بالتعب والجوع والعطش، ولا يتوقفون إلا ساعات تكاد تكفيهم للإستراحة. ثم واصلو المسير حتى وصلوا إلى طرفاية التي كانت تعرف آنذاك بكاب جوبي، والتي كانت في تلك الحقبة  تحت النفوذ الإسباني، وكان يعرف عنها ميشيل فيوشانج الشيء الكثير، لكونه إطلع على العديد من المؤلفات التي تتحدث عن المغرب، وخاصة منها الجنوب المغربي.
- في 30 أكتوبر 1930، دخل ميشيل فيوشانج وقافلته إلى الكاعة والخطر يتربص بها، وقد اختار الشيخين المرور بكاعة الشبابين من أجل تضليل عيون المتربصين، وقد فكرا في خطة وضع ميشيل فيوشانج داخل بردعة الجمل، من أجل حمايته.
- في 1 نونبر 1930، فجأة ظهرت مدينة لهم السمارة بارزة المعالم، وفك سراح ميشيل فيوشانج من داخل البردعة، وسارع ليلتقي السمارة حلمه الذي طالما سعى لتحقيقه، وكان أول ما فتحت عليه عينيه هي زاوية الشيخ ماء العينين، وبدأت ملامح وجه المدينة ترتسم في الأفق، كانت الساعة تشير إلى منتصف النهار يوم دخوله إلى السمارة. وبعد سفره الشاق والمتعب، تمكن ميشيل فيوشانج من الوصول إلى السمارة، كانت أمنيته هي أن يكون أول أوروبي يصل إلى هذه المدينة المحظورة، في حين تقول بعض المصادر أن هذا غير صحيح، لأن عسكريا أوروبيا قد دخل السمارة في سنة 1913. لم يستطع ميشيل فيوشانج الدخول إلى قصبة الشيخ ماء العينين، لتواجد أبواب عالية ومحكمة الإغلاق، وإكتفى بإلتقاط بعض الصور عبر ثقب للقصبة من الداخل، وقد كتب في مذكرته يصف ما يراى: «بدا المسجد بصومعته الصغيرة، دخلت متبوعا بالمهبول، رأيت الأعمدة العشرة، بينها خمسة منتصبة، والمحراب الذي بدأ طلاؤه الأكثر تفتحا يتفتت، ثم وجدت درجا يقود إلى الصومعة، من أعلى هذه القمة كان الأذان ينطلق ليصل إلى الجهات الأربع من الصحراء، حيث الأرض محفوفة بالخيام». وقد باشر ميشيل فيوشانج فور وصوله إلى السمارة، إلتقاط بعض الصور تحت ضغط مرافقيه، مما جعله يرسم خريطة بسرعة حيث تظهر فيه زاوية الشيخ ماء العينين والقصبة، وكان يرغب في قضاء مزيد من الوقت بالسمارة، لكن مرافقيه لم يمهلوه إلا 3 ساعات فقط مخافة أن يراه أحد وينكشف أمرهم، الشيء الذي جعله يرسم وبسرعة رسما تبيانا مصغرا، حيث تظهر فيه الزاوية بعيدة عن القصبة بـ 300 متر. وقد أراد ميشيل أن يؤرخ هذه اللحظات الممتعة التي قضاها في السمارة، لهذا كتب مخطوط جد موجز، بضع أسطر فقط لكنها تحمل بعدا تاريخيا مهما، وأخفاها بين جدران القصبة، وقد عرف من خلالها بنفسه وبأخيه جون والدور الذي لعبه كل منهما في إنجاح هذا السفر، وكذا تاريخ دخوله السمارة، ليظل هذا المخطوط شاهدا تاريخيا يؤكد دخول ميشيل فيوشانج إلى السمارة. وقد كان سفر ميشيل فيوشانج شاقا جدا، حيث أصيب بآلام شديدة في أمعائه مما تسبب له في إسهال حاد، نتيجة تناوله لبعض الأطعمة العفنة، وشربه لمياه المجاري والبرك غير الصالح للشرب، مما أدى إلى إصابته بالعديد من الأزمات المرضية، ناهيك عن الجروح والتقرحات التي أصابت قدماه نتيجة المشي، لكنه رغم كل هذا، قاوم وتحدى المرض طوال طريق العودة.
- في 7 نونبر 1930، دخل ميشيل وقافلته إلى تكليت وحل بمنزل أوفقير لحسن في نفس الغرفة التي آوته سابقاً. وقد طلب منهم علي أوملود شيخ تكليت، المزيد من المال، وبمجرد تسرب أخبار تواجد ميشيل في تكليت، إجتمع بعض الأشخاص عند الشيخ علي أوملود مهددين بحجز الفرنسي، باعتقادهم أنه جاسوس أتى لتمهيد الدخول الفرنسي، ورغم العراقيل تمكن ميشيل من الخروج من تكليت بفضل مفاوضات أحمد المهبول، الذي وعد علي أوملود بمزيد من المال، حال وصوله إلى مدينة تيزنيت، فوافق الشيخ مشترطا إبقاء فاطمة أوتنان وبوس رهينتين لديه. لكن الأمر صار على عكس ما أراد ميشيل فيوشانج، فقدراته الجسمانية صارت تنهار يوما بعد يوم، والآلام تزيد حدة في بطنه، كما أصيب بإسهال حاد عدة مرات، مما تسبب في إنهاك قواه، ولم يعد يقوى على المشي، ومع تأزم حالته الصحية تم إدخاله إلى مستوصف عسكري بمدينة تيزنيت، وقدمت له العلاجات الأولية، حيث تبين أنه مصاب بزحار حاد وخبيث، ولعله زحار أنيبي.
- إلتقى الأخوان ميشيل فيوشانج وجون فيوشانج، ورغم مرض ميشيل وإستياء حالته الصحية فإنه ظل يسرد لأخيه جون قصته مع السمارة، وكل المغامرات التي خاضها أثناء سفره المثير، ومع إستفحال حالة ميشيل رأى أخوه أنه لابد من نقل أخيه إلى مستشفى أكادير، وقد تم ذلك عبر طائرة للبريد الجوي الفرنسي. وقد بقي ميشيل في أكادير وكانت حالته متقلبة، وقد كتب جون حينها إلى أهله بأن حالة أخيه قد تحسنت، ثم شرع في تهيئ الأجواء للإلتقاء بالصحفيين للحديث عن نجاح الرحلة، لكن بعد يومين من إخبار العائلة مات ميشيل في 30 نونبر 1930، وقد صرح ميشيل فيوشانح أنه سيان لديه أن يدفن في فرنسا أو في المغرب، وجون هو الذي اتخذ قرار دفنه في المغرب وقد دفن بمقبرة قصبة أكادير أوفلا، ولكن بعد الزلزال تم نقل قبره إلى المقبرة الأوروبية إحشاش في أكادير، وقد مات ميشيل فيوشانج وهو لا يزال شابا عن سن تناهز 26 سنة.

## مؤلّفات
بعد مغامرته، قام شقيقه جان فيوشانج سنة 1932 بنشر مدوّنات رحلته تحت عنوان "السمارة، عند أهل جنوب المغرب ووادي الذهب" مع مقدّمة ل"بول كلوديل.
حاصل على إجازة في الآداب ومهتمّ بحضارة الإغريق، قام فيوشانج بكتابة أوّل رواية له بعنوان «هيباريتا». كان مهتمّا أيضا بالسينما حيث عمل كمساعد مخرج لفيلم نابليون للمخرج أبيل غانس. تأثّر بكتّاب وروائيّين على غرار أنطوان دي سانت إكزوبيري وأندريه جيد وبول كلوديل.

## إنتاجات تلفزيونية
- على خطى فيوشانج لحسن بوفوس، من إنتاج فوزي فيزيون والشركة الوطنيّة للإذاعة والتلفزة المغربيّة. سلسة من 20 حلقة في إطار الوثائقي المغربي أمودو في جزئه الثالث. تمّ إنتاجه سنة 2004، 26 دقيقة للحلقة.
- البحث عن ميشيل فيوشانج لجاك تريفويل، سيناريو أنطوان دي مو. ديفيدي بالأبيض والأسود، سنة 2008، 53 دقيقة.